# زامبی‌فون

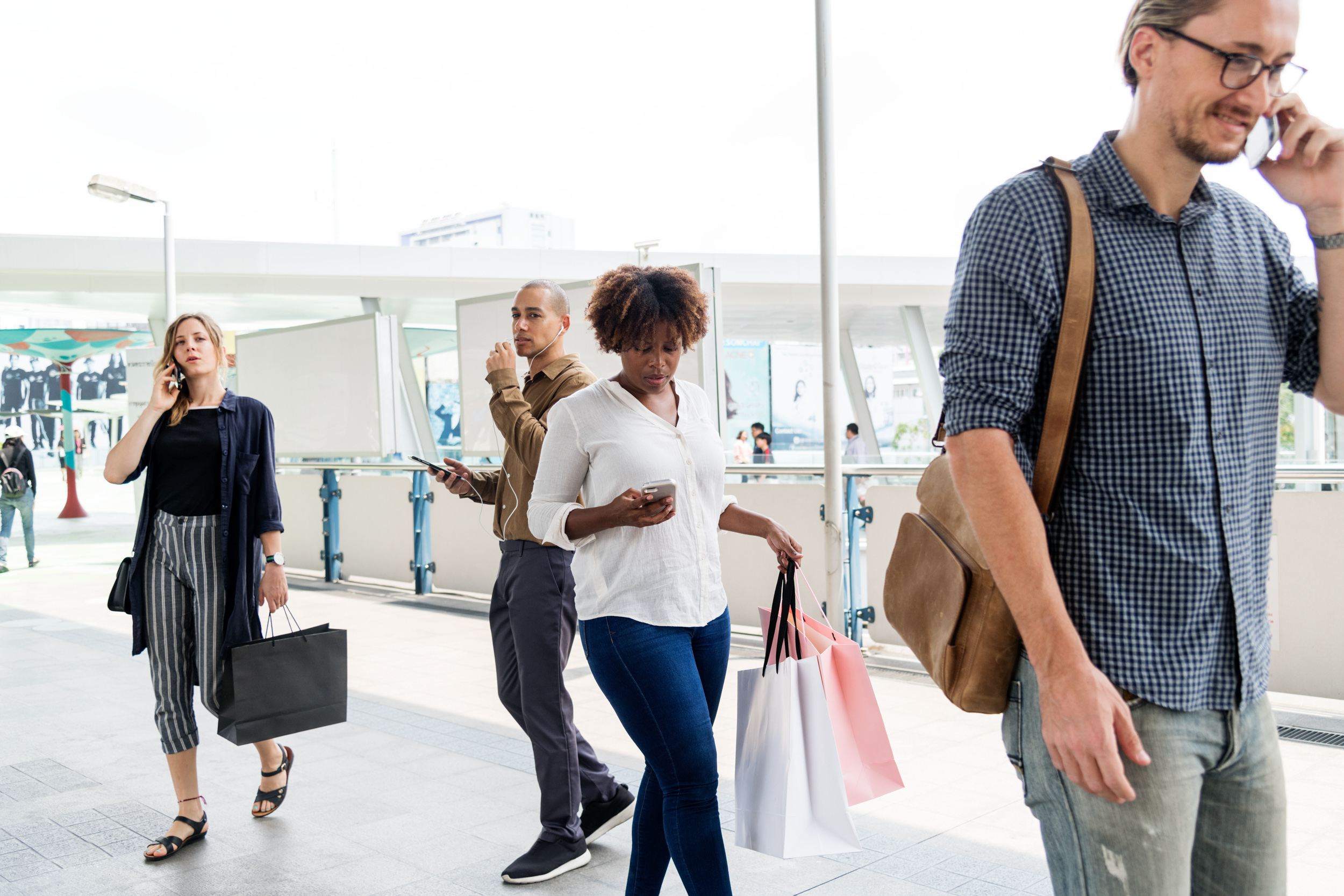
تعدادی از عابران پیاده در حال استفاده از تلفن‌همراه که مثال برجسته اصطلاح زامبی‌فون هستند

زامبی‌فون (انگلیسی: Smartphone zombie) (برگرفته از دو واژه تلفن و زامبی) در فرهنگ عامه اصطلاحی است برای توصیف آن دسته از عابران پیاده که به آرامی و بدون توجه به محیط اطراف خود راه می‌روند و بر تلفن هوشمند خود تمرکز دارند. چنین موضوعی می‌تواند این اشخاص را در معرض خطرات ایمنی به دلیل حواس‌پرتی نسبت به محیط اطراف قرار دهد. شهرهایی همانند چونگ‌کینگ و آنتورپ برای مدیریت چنین معضلی، خطوط ویژه‌ای را برای کاربران تلفن‌های هوشمند در نظر گرفته‌اند.
زامبی‌فون‌ها نسبت به سایر عابران پیاده، دارای تنها ۵٪ میدان بینایی هستند. برنامه‌هایی که دوربین پشتی تلفن هوشمند را در چنین مواقعی همچون یک فلاشر فعال می‌نمایند، می‌توانند در این زمینه تا حدودی مؤثر باشند. در سئول و به دنبال وقوع بیش از ۱۰۰۰ حادثه خیابانیِ ناشی از تلفن‌های هوشمند، کشور کره جنوبی در سال ۲۰۱۴، علائم هشداری برای استفاده از تلفن‌همراه در نقاطی همچون پیاده‌روها و تقاطع‌های خطرناک قرار داده‌است. در اکتبر سال ۲۰۱۷، در هونولولو، پایتخت هاوایی نیز اقدامی برای جریمهٔ آن دسته از عابرانی که در هنگام عبور و مرور از جاده به تلفن‌های همراه خود نگاه می‌کنند، اِعمال گردیده‌است. ری بردبری نویسنده و نمایش‌نامه‌نویس آمریکایی داستان‌های علمی تخیلی در دهه ۱۹۵۰، در داستان‌های خودش همچون عابران‌پیاده و همین‌طور فارنهایت ۴۵۱ وقوع چنین پدیده‌ای را پیش‌بینی کرده بود.

## نگارخانه

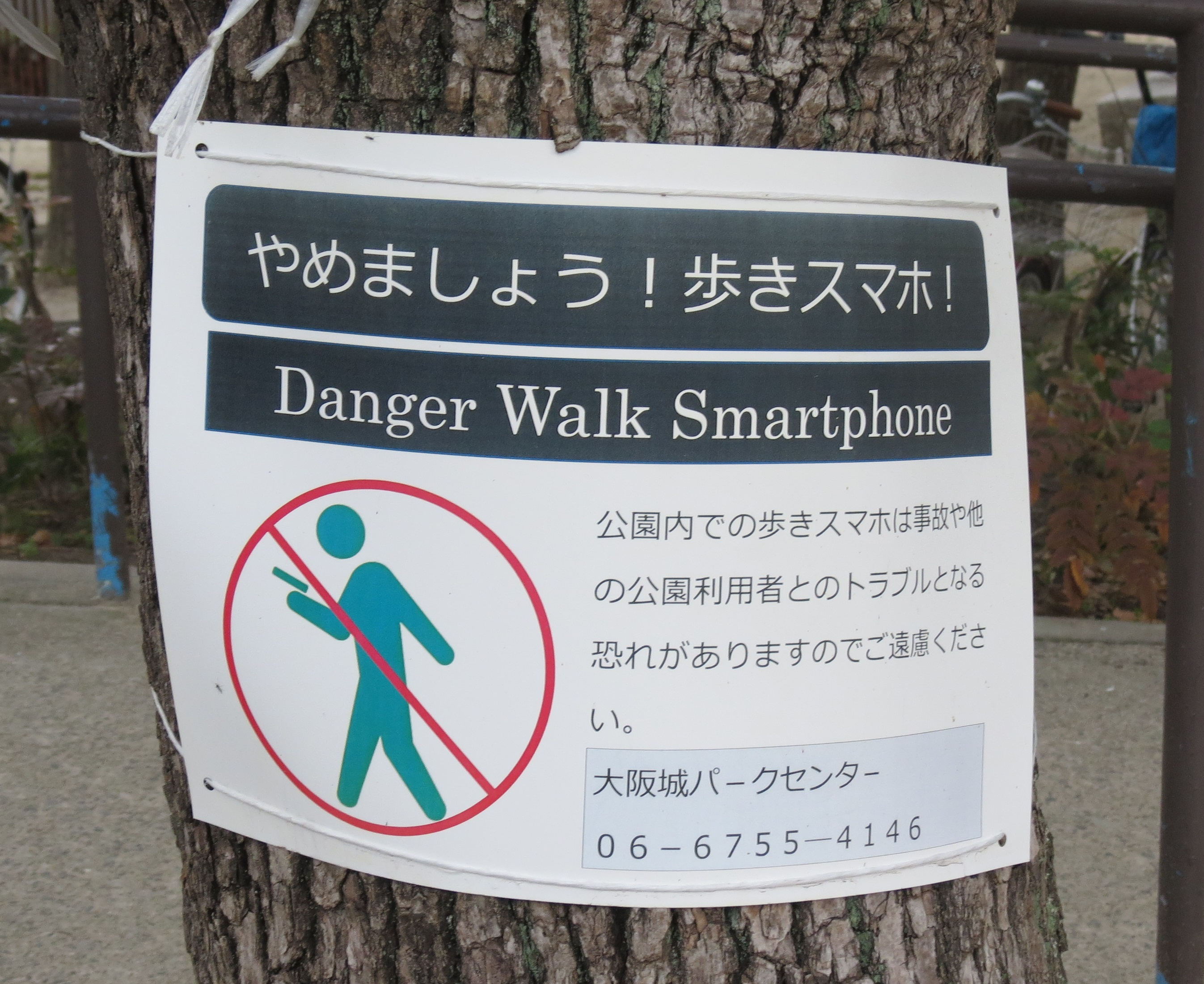
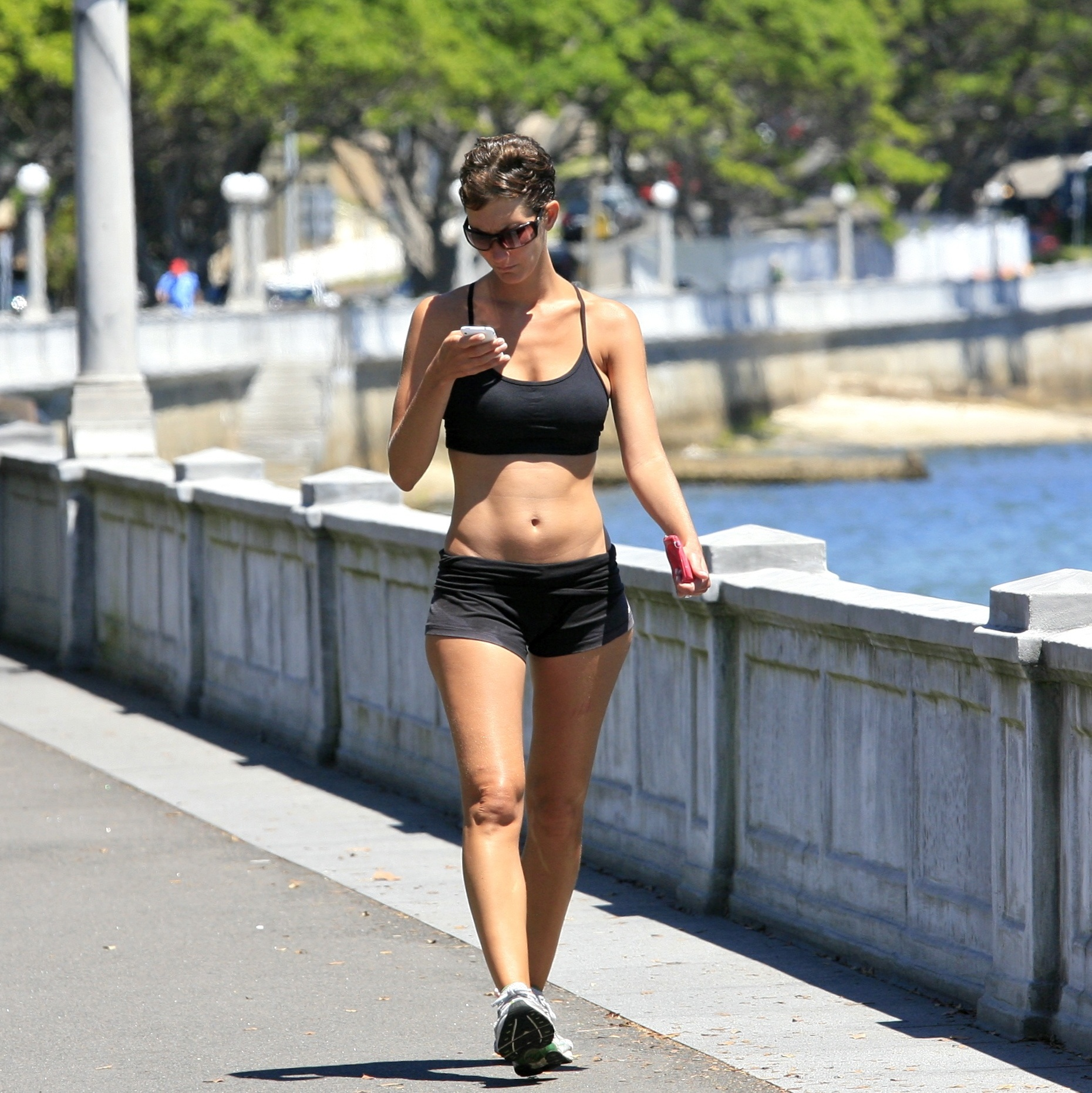
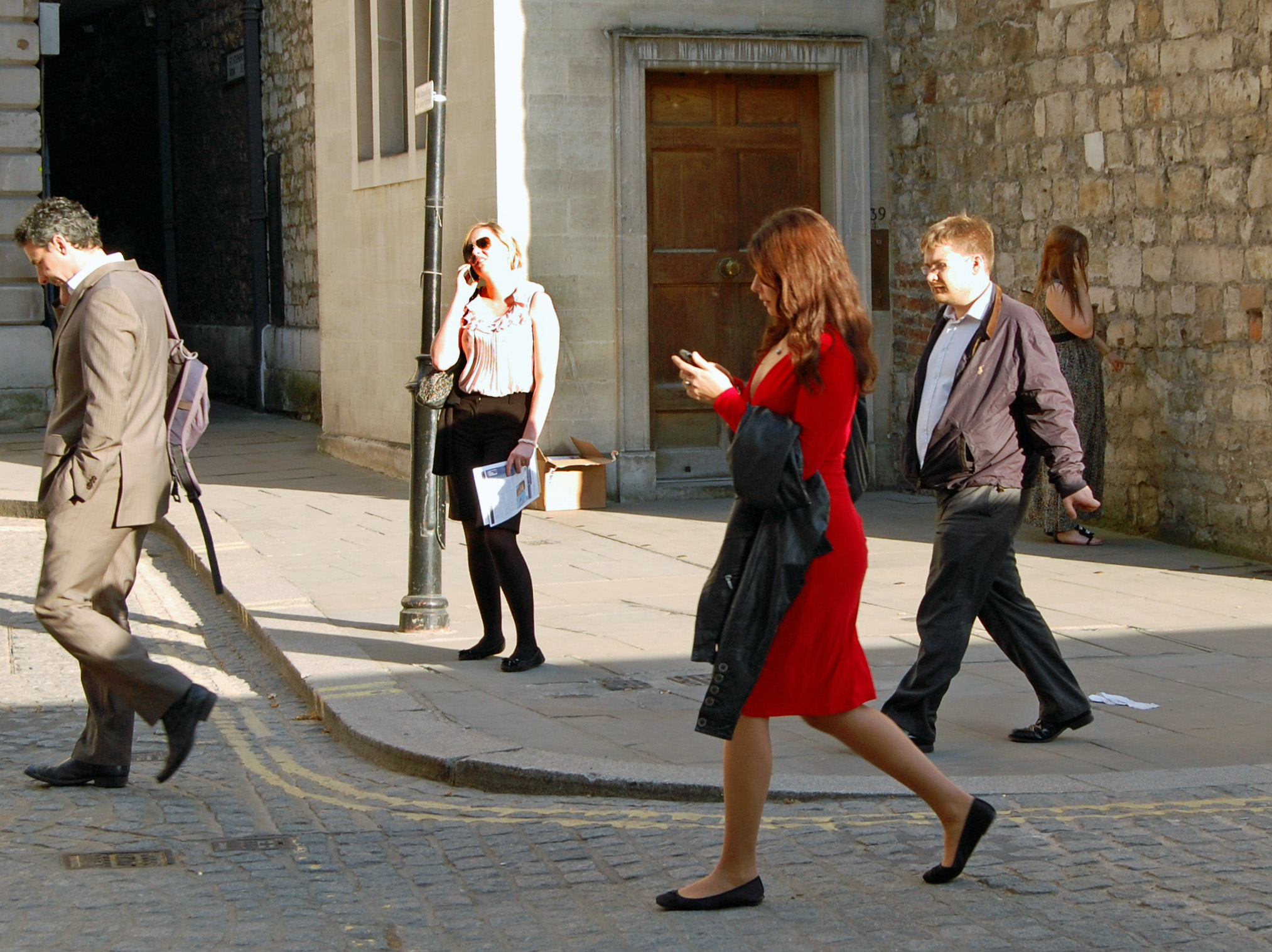
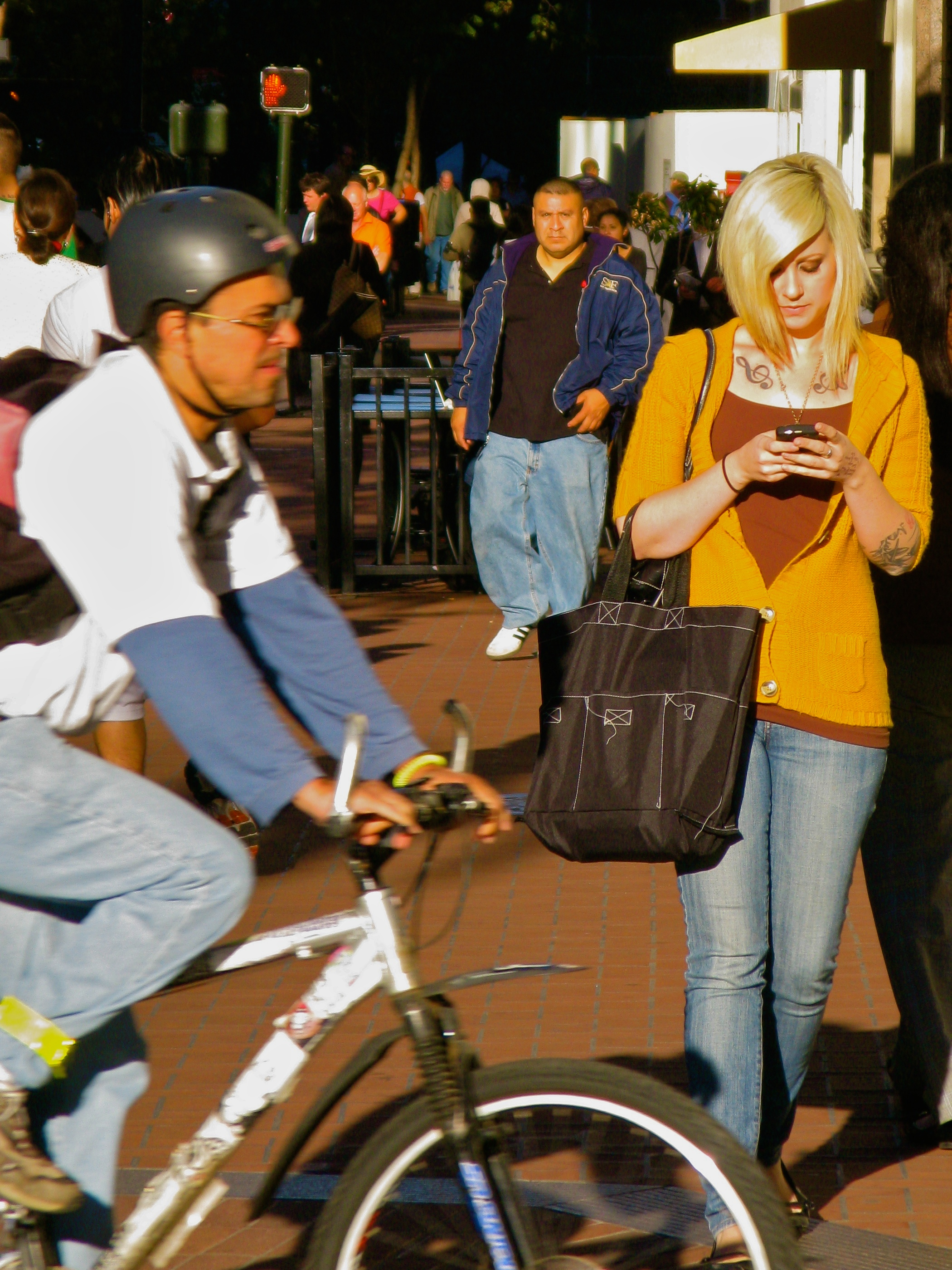